# Морська ігуана
Морська ігуана або галапагоська морська ігуана (Amblyrhynchus cristatus) — єдиний представник роду Морських ігуан з родини Ігуанових. Має 7 підвидів

## Опис
Загальна довжина сягає 140 см, з яких більше половини займає хвіст. Колір шкіри бурий, оливково—сірий, іноді майже чорний, з суцільними великими розмитими плямами. Голова коротка та широка, вкрита багатокутною лускою. Найбільша луска розташована на лобі у вигляді спрямованих уперед конусоподібних рогових горбиків. Вдовж спини до кінчика хвоста є невисокий гребінь, який стиснутий з боків й складається з витягнутої трикутної луски. Кінцівки добре розвинуті, міцні. Пальці короткі з великими зігнутими кігтями, мають плавальну перетинку. Хвіст сплющений з боків, має схожість із веслом, вкритий дрібною ребристою лускою. На хвості також є велика чотирикутна луска, яка розташована правильними поперечними рядками. 

## Спосіб життя
Морська ігуана зустрічається переважно на скелястих берегах, солоних болотах та мангрових заростях. Вона не дуже вправна на суходолі, втім добре плаває та пірнає, має унікальну серед сучасних ящірок здатність проводити велику частину часу, зокрема знаходити їжу, у морі. Утворюють групи з 5—10 самиць. Харчується переважно водоростями, а також іноді дрібними хребетними. Дослідник на ім'я Карл Ангермайер, що живе на Галапагоських островах, спростував думку герпетологів стосовно того, що ці ігуани не їдять нічого, окрім водоростей. По-перше, він навчив їх збиратися на свист, а по-друге, згодовував їм сиру козлятину, рис, вівсянку, хліб і макарони.
Це яйцекладна ящірка. Самиця робить ямку у піску, куди відкладає 1—3 яйця.

## Розповсюдження
Мешкає виключно на Галапагоських островах. Зустрічається на всіх островах архіпелагу.

## Морська ігуана Галапагоськіх островів

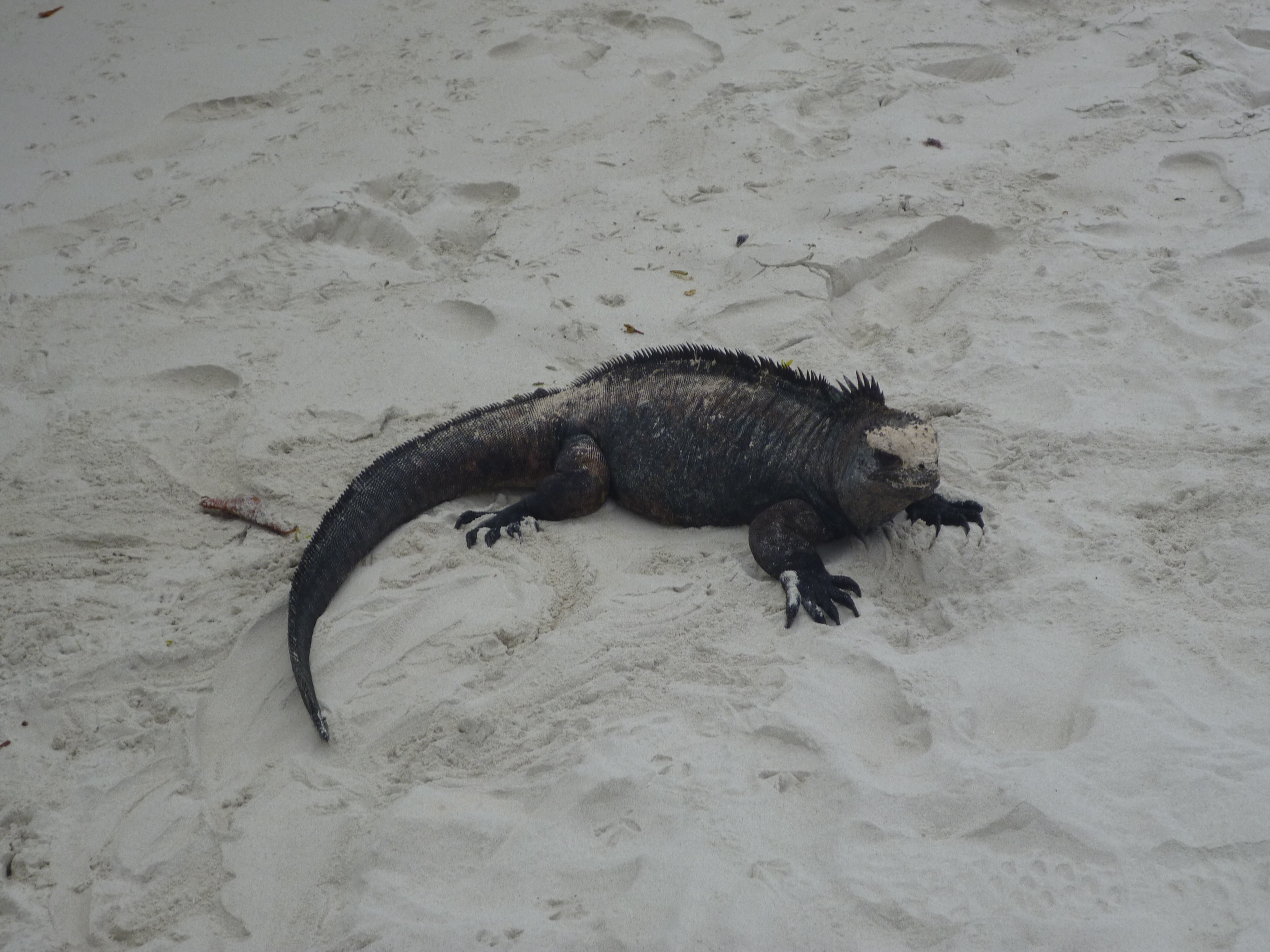
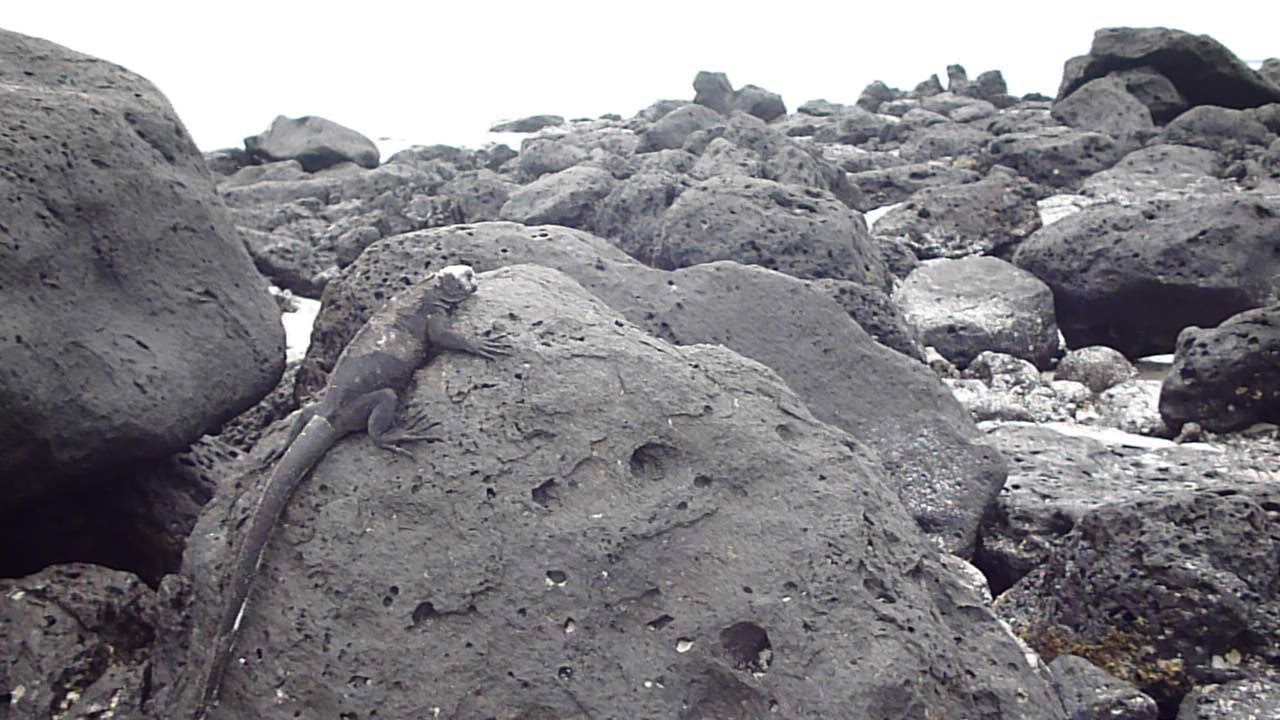
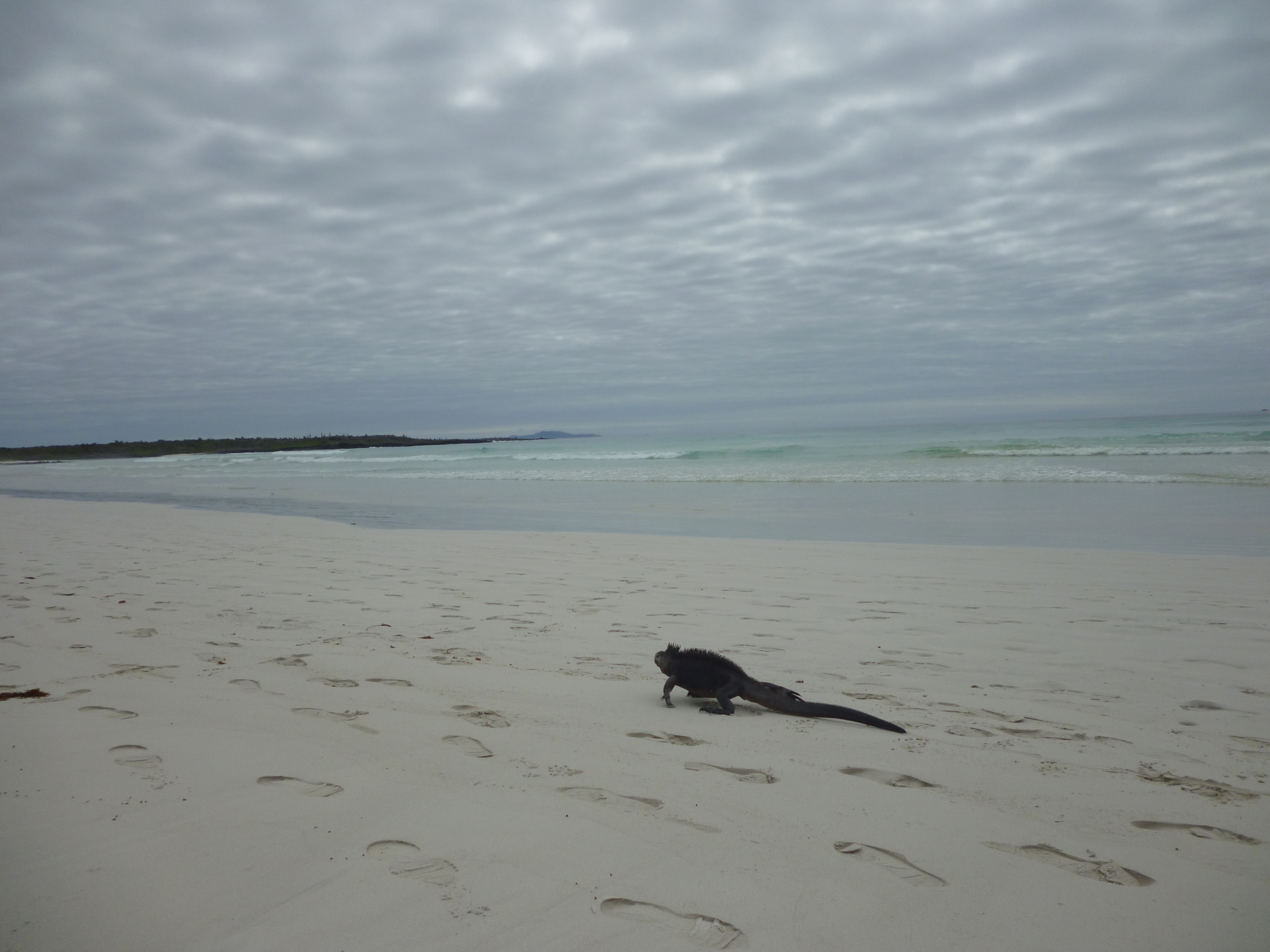
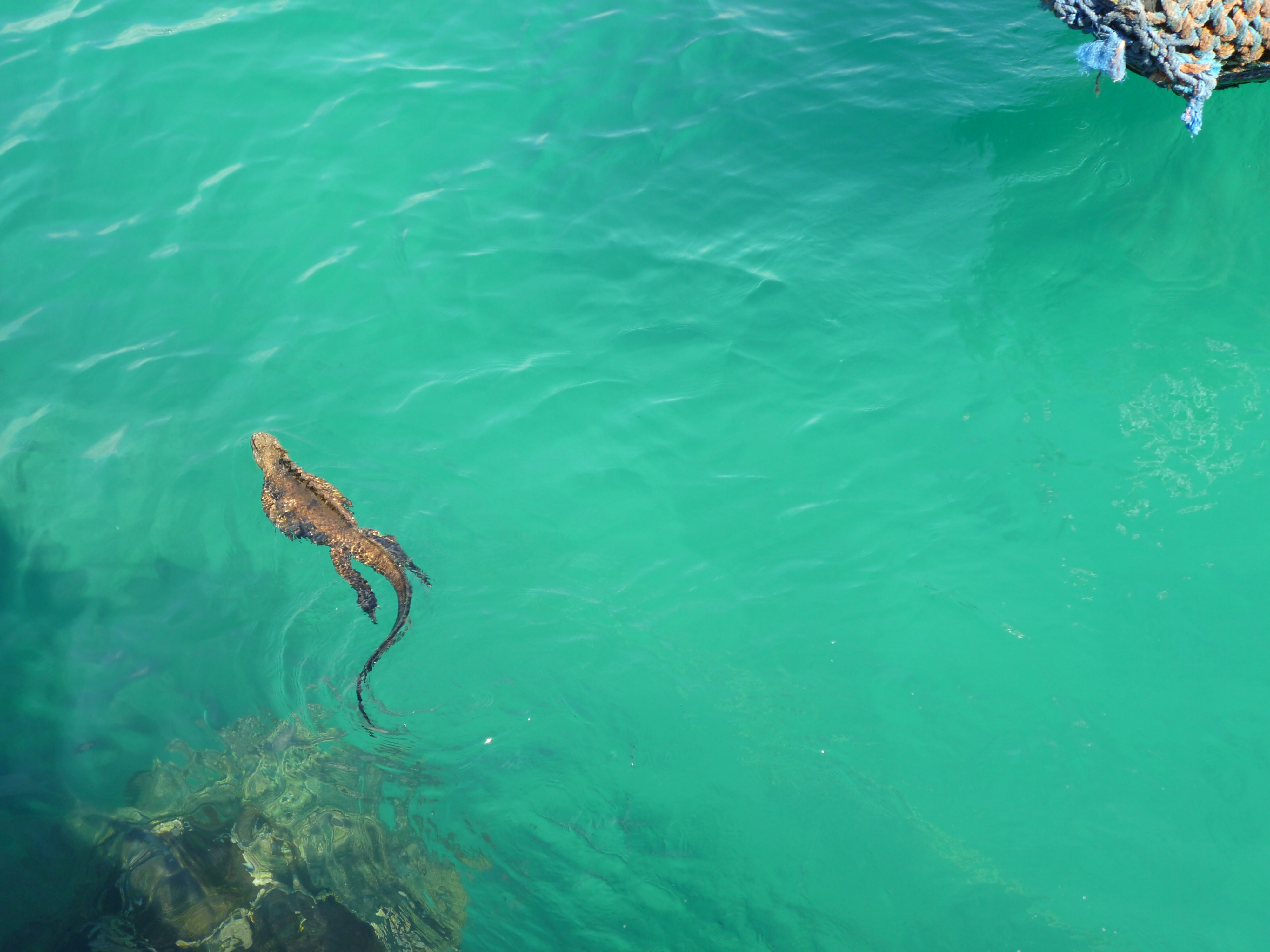

## Підвиди
- Amblyrhynchus cristatus cristatus
- Amblyrhynchus cristatus albemarlensis
- Amblyrhynchus cristatus hassi
- Amblyrhynchus cristatus mertensi
- Amblyrhynchus cristatus nanus
- Amblyrhynchus cristatus sielmanni
- Amblyrhynchus cristatus venustissimus